# Strada europea E49
La E49 è una strada europea che collega Magdeburgo a Vienna. Come si evince dalla numerazione, si tratta di una strada intermedia con direzione nord-sud.

## Percorso
La E49 è definita con i seguenti capisaldi di itinerario: "Magdeburgo - Halle - Plauen - Schönberg - Vojtanov - Karlovy Vary - Plzeň - České Budějovice - Třeboň - Halámky - Vienna".